# Palau Morosini del Pestrin
El Palau Morosini del Pestrin  o Palau Morosini és un palau de Venècia situat al barri de Castello (NA 6140), prop del Camp Santa Maria Formosa i del Campo Santi Giovanni e Paolo.

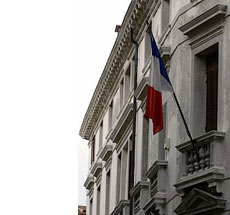
El Consolat de França i la Tricolor francesa

## Història
El palau Morosini del Pestrin va ser construït al segle XVII per ordre de la branca de la família patrícia Morosini del Pestrin, nom que deriva de la Cort de Pestrin, d'una botiga de llet (en venecià pestrin) situada aquí, cap a la qual dona la part interior del palau familiar.
Des del 2001, la segona planta acull el Consolat Honorari de França i la Delegació Cultural de l'Ambaixada de França a Venècia (tancada des de l'agost del 2009).

## Descripció
La façana principal, al Rio del Pestrin, presenta un portal d'aigua decorat amb una rústica tan ampla com la finestra trifàlica de la planta principal. Observeu les parts laterals de la façana, ampliades amb tres finestres monófores i dos grans escuts familiars. La segona planta continua l'estil de la primera. La façana secundària sobre el jardí està composta per dos ordres de finestres quadrifores amb balcons.
A l'interior, només es conserven algunes parts dels frescos pintats el 1815 per Giovanni Carlo Bevilacqua.